# Gordos e Magros
Gordos e Magros é um filme brasileiro de 1977, do gênero comédia, dirigido por Mário Carneiro. Escrito por Antônio Calmon, Mário Carneiro, Tereza Queiroz Guimarães e Ivan Lessa. 

## Elenco[2]
- Carlos Kroeber ....Gordo
- Tônia Carrero   ....Helena, mãe do Gordo
- Zezé Macedo ....Mãe do Magro
- Carlos Alberto de Souza Barros   ....Jorge, pai do Gordo
- Wilson Grey ....Pai do Magro
- Maria Lúcia Dahl  ....Tia do Gordo
- Maria Sílvia  ....Edméia, namorada do Magro
- Nelson Xavier ....Benedito, empresário do Magro
- Jarbas Cumé-que-pode  ....Magro
- Vera Maria Domingues   ....Das Dores
- Judy Muller  ....Fraulein
- Antonio Vitor ....Avô do Gordo
- Hugo Carvana
- Manfredo Colassanti
- Roberto Bonfim
- Sérgio Britto
- Paulo César Peréio
- Paulo Cesar Saraceni
- Edgard Dias
- José Marinho
- José Napoleão
- Paschoal
- Luiz Rosemberg Filho
- Regina Sanz